# 22495 Fubini
22495 Fubini (1997 JU3) là một tiểu hành tinh vành đai chính được phát hiện ngày 6 tháng 5 năm 1997 bởi P. G. Comba ở Prescott.